# 黑熊 (歌手)
黑熊（英語：Matthew Tyler Musto，1990年11月27日—），美国歌手、词曲作者、唱片制作人。以艺名Blackbear为大众所知。他共发行了五张录音室专辑，六张EP，一张混音带专辑以及两张合作专辑。

## 职业经历

### 2006年–2014年: 早期
Blackbear高中时，是佛罗里达州乐队Polaroid的歌手。他们发行了一张名叫《Paint The Town》的专辑，一张名叫《Inside And Out》的EP，和一张名叫《The Cure Demo》的Demo，并与Leakmob公司签署了合约。Blackbear在9年级时辍学，专攻音乐。
离开Polaroid乐队之后，Blackbear移居亚特兰大与尼歐合作，开始了他的个人事业。他在2008年发行了他的第一张EP《Brightness》，随后又发行了《Contrast》，并在2010年发行了《Exposure》。他与当时Woe, Is Me乐队成员Tyler Carter发行了圣诞节歌曲，紧随其后的是单曲《Douche Bag》。2011年7月，Blackbear发行了《Year of the Blackbear》EP。同年秋天，他决定以Blackbear作为他的艺名，并在11月用这个艺名与麥克·波斯納发行了单曲《Marauder Music》

### 2015年:《Deadroses》和《Help》
Blackbear于2015年2月14日发行了他的第一张完整专辑《Deadroses》，共包含10首歌曲，并获得了好评。主打歌曲《"Idfc"》在Billboard的R&B百大热门歌曲榜上上榜了一年多，并在SoundCloud和Spotify上获得了数百万播放量。截止2019年6月，《"Idfc"》在SoundCloud上的播放量超过了2250万。《"Idfc (Tarro) Remix"》的播放量为1.92亿。第二首单曲《90210》由G-Easy演唱，在SoundCloud获得了超过1100万的播放量，在Spotify上获得了超过900万的播放量。
2015年5月，Blackbear的单曲《NYLA》被Netflix上的纪录片Hot Girls Wanted收录。
紧随在专辑《Deadroses》之后的是EP《Dead》，这张EP包含了一个新单曲《Weak While Ur Around》。
Blackbear于2015年11月27日发行了他的第二张完整专辑《Help》。

### 2016年：《Drink Bleach》、《Cashmere Noose》和《Mansionz》
2016年4月20日，Blackbear发行了他的第四张EP《Drink Bleach》，其中有歌曲《Boyfriend》，Mike Posner和P-Lo也参与了这张EP的制作。
这一年，Blackbear与很多歌手合作，例如美国摇滚乐队Linkin Park以及Jacob Sartorius和Phoebe Ryan。他还参加了Hoodie Allen的巡演，该乐队的单曲《Champagne and Pools》由Blackbear演唱。他同时也加入了Super Duper Kyle和Tinashe的巡演。
2016年8月2日，Blackbear通过SoundCloud发行了他的第五张EP《Cashmere Noose》。他通过自己的制作团队Bear Trap Records自己完成了EP的制作。EP最初包含了美国说唱歌手Mod Sun的一首歌曲《Spent All My Money On Rick Owens Cargo Pants》，但是Blackbear将这首歌移除，替换为《Wanderlust》和《Flirt Right Back》《Cashmere Noose》仍然可以在Blackbear的SoundCloud页面上找到。《Cashmere Noose》的最终版本在iTunes上排行第六，R&B排行第一，在Beyonce的歌曲《Lemonade》和Drake的歌曲《Views》之上。

## 作词与作曲
除了制作自己的音乐外，Blackbear还为许多受欢迎的歌手进行创作。例如：Marc E. Bassy，贾斯汀·比伯，G-Eazy，麥克·波斯納、Maejor Ali、Palisades、机关枪凯利、里克·罗斯、Cam’ron、双链大师、Mod Sun、瑞弗斯·柯摩、唐納·葛洛佛、比莉·艾利什，法瑞尔·威廉姆斯、麥莉·希拉、麥克·篠田、傑瑞米·查克、Tiny Meat Gang和Jacob Sartorius。
他与贾斯汀·比伯和麥克·波斯納共同制作的歌曲Boyfriend在看板百大热门歌曲中排名第二。 他还制作了G-Eazy的专辑These Things Happen中的主打歌曲，获得了较好成绩。
| 歌名                    | 歌手          | 发行年份 | 担任     |
| ----------------------- | ------------- | -------- | -------- |
| 《End of the Road》     | 机关枪凯利    | 2012     | 词曲作家 |
| 《Boyfriend》           | 贾斯汀·比伯   | 2012     | 词曲作家 |
| 《These Things Happen》 | G-Eazy        | 2014     | 词曲作家 |
| 《Look Up》             | Mod Sun       | 2015     | 制作人   |
| 《Mind Games》          | Palisades     | 2015     | 词曲作家 |
| 《Sorry For Now》       | 聯合公園      | 2017     | 制作人   |
| 《talk is overrated》   | Jeremy Zucker | 2017     | 词曲作家 |
| 《About You》           | 麥克·篠田     | 2018     | 词曲作家 |

## 个人生平
Blackbear出生于戴通纳海滩，小时候就移居到了棕榈海滩他十几岁时又移居到了亚特兰大，后来又搬到了洛杉矶。
2016年4月，Blackbear因过度饮酒入院，被诊断为慢性胰腺炎。在他住院期间，他抽出了他的清醒时间，创作出了专辑《Digital Druglord》2018年11月，Blackbear与品牌PopSockets合作，并将他的收益的50%捐赠给了致力于治疗慢性胰腺炎的非营利组织 Mission: Cure。
2019年9月25日，Blackbear宣布他和他的女友Michele Maturo预计在2020年1月生下他们的第一个孩子。2020年1月29日，Blackbear夫妻宣布其儿子Midnight Thomas Musto于2020年1月26日出生。

## 作品

### 录音室专辑
- Deadroses (2015)
- Help (2015)
- Digital Druglord (2017)
- Anonymous (2019)
- Everything Means Nothing[32] (2020)
- In Loving Memory (2022)

### 合作专辑
- Hotel Motel (和Mod Sun一起创作)}} (2016)
- Mansionz (和Mike Posner一起创作) (2017)
- mansionz 2 (和Mike Posner一起创作) (2023)